# Wodorotlenek potasu
Wodorotlenek potasu (potaż żrący), KOH – nieorganiczny związek chemiczny z grupy wodorotlenków, jedna z najsilniejszych zasad.
W standardowych warunkach wodorotlenek potasu jest białym ciałem stałym. Jako odczynnik chemiczny zazwyczaj produkowany jest w postaci łamliwych, krystalicznych, miękkich płatków lub granulek o zawartości ok. 15% wody. Ma silne właściwości higroskopijne, większe niż wodorotlenek sodu. Bardzo dobrze rozpuszcza się w wodzie; proces rozpuszczania jest silnie egzotermiczny. Roztwór, zwany ługiem potasowym, ma odczyn silnie zasadowy. Wodorotlenek potasu oraz jego roztwór wodny pochłania z powietrza dwutlenek węgla z wytworzeniem węglanu potasu, dlatego należy go przechowywać w szczelnych pojemnikach. Jest silnie żrący, może spowodować poważne oparzenia. Po połknięciu powoduje oparzenia przełyku i żołądka, może spowodować jego perforację. LD50 (szczur, doustnie) wynosi 250–400 mg/kg.
Nazwy zwyczajowe potaż żrący lub potaż kaustyczny odnoszą się zwykle do produktu technicznego otrzymywanego z potażu w procesie kaustyfikacji.

## Otrzymywanie
Na skalę przemysłową otrzymuje się go poprzez elektrolizę roztworu chlorku potasu z wykorzystaniem katody rtęciowej (proces analogiczny jak przy produkcji wodorotlenku sodu). Dawniejszą metodą produkcji wodorotlenku potasu była kaustyfikacja węglanu potasu.

## Zastosowania
- jako środek suszący i bielący
- do pochłaniania dwutlenku węgla
- w chemii jako mocna zasada
- do otrzymywania innych związków potasu, np. soli potasowych
- do wyrobu miękkich mydeł potasowych
- w litografii do wykonywania matryc
- jako elektrolit, np. w akumulatorach niklowo-kadmowych
- do rozkładu ludzkiego ciała podczas resomacji
- wodny 5% roztwór wodorotlenku potasu służy do identyfikacji grzybów. Np. pod jego działaniem pory miękusza rabarbarowego zmieniają kolor na fioletowy[4]
- do teksturyzacji płytek krzemowych